# هيما تشاودري
هيما تشاودري (بالهندية: हेमा चौधरी؛ بالإنجليزية: Hema Chaudhary) هي ممثلة هندية، ولدت في 1955 في أندرا برديش في الهند.

## وصلات خارجية
- هيما تشاودري على موقع IMDb (الإنجليزية)